# Callback (телефония)
Коллбэк (от англ. call back — обратный вызов) — телефонная услуга, позволяющая клиенту заказать соединение с нужным абонентом таким образом, чтобы звонок был входящим для них обоих.

## IP-телефония
Callback был взят на вооружение многими телекоммуникационными компаниями, предоставляющими услуги IP-телефонии. Такой метод часто используется для международных звонков через третью страну, обычно США, где расценки на звонки существенно ниже, чем во многих других странах.
Некоторые компании предлагают своим абонентам услугу, позволяющую совершать международные звонки с помощью метода callback с обычного мобильного телефона. Поскольку на большинстве мобильных операторов входящие звонки бесплатные, абонент ничего не платит своему оператору и разговаривает по тарифам IP-телефонии. Последние значительно снижены по сравнению с тарифами сотовой и стационарной телефонной связи.
Как правило, на мобильный телефон устанавливается специальное приложение, которое совместимо с любым из существующих мобильных операторов. Таким образом, пользователю не нужно менять свою привычную SIM-карту.

## Доступ в Интернет
Услуга предоставляется также некоторыми провайдерами коммутируемого доступа в Интернет (в тех городах, где исходящие звонки платные). При этом модем клиента дозванивается до провайдера, «договаривается» с ним об обратном звонке и завершает соединение. Через некоторое время модем провайдера дозванивается до клиента и его модем автоматически снимает трубку. Тем самым для клиента звонок становится входящим, что избавляет его от платы за телефонное соединение.

## Применение
Многие телефонные операторы используют callback-телефонию в системе предоставления услуг общения в роуминге. В том числе МТС предоставляет услугу "Go-Go-Роуминг", позволяющую заказывать входящий звонок, находясь за границей.
Есть примеры необычного использования callback-вызова, в качестве обратного звонка клиенту, вызывающего такси по телефону. Такая функция реализована в программно-аппаратном GSM-Диспетчер такси на базе PBX Asterisk и MySQL